# Городская усадьба Матвеевых
Городска́я уса́дьба Матве́евых — памятник архитектуры XIX в. (главный дом), расположенный в Москве в Басманном районе (Волховский пер., д. 21/5с1). Распоряжением Правительства Москвы в октябре 2009 года отнесён к объектам культурного наследия (памятникам истории и культуры) народов Российской Федерации регионального значения.

## История
Одноэтажный каменный дом с деревянным мезонином — образец застройки бывшей Немецкой слободы. Площадь исторического здания — 662,8 квадратных метров. С 1838 года участок с каменным одноэтажным усадебным домом принадлежал московскому купцу Степану Матвеевичу Матвееву, потом перешёл по наследству его дочери. В конце XVIII века усадьба включала в себя двор с застройкой. В начале XX века принадлежал купцам Бутюгиным. В 1908—1910 годы был перестроен выдающимся архитектором И. С. Кузнецовым, мужем Н. К. Бутюгиной, для себя и семьи. Здесь зодчий (скончавшийся в 1942 году) и его потомки жили с 1903 по 1975 год.
Долгое время находился в аренде у общественного движения «Дети без наркотиков», однако не использовался. Часть здания была занята нелегалами. Всё это время дом ветшал и приходил в аварийное состояние. В октябре 2013 года Распоряжением Мосгорнаследия утверждено охранное обязательство собственника (пользователя) объекта культурного наследия. В октябре 2016 года проведён открытый аукцион на право заключения договора аренды по льготной программе «рубль за метр», победителем которого объявлено ООО «РАМПОЛЬ». В январе 2017 года Мосгорнаследием арендатору выдано задание на проведение работ по сохранению объекта, а в феврале разрешение на научно-исследовательские работы. В марте арендатором начаты первоочередные противоаварийные работы. В июне на общественное обсуждение вынесен Акт государственной историко-культурной экспертизы научно-проектной документации по реставрации и приспособлению ОКН, в ноябре Акт государственной историко-культурной экспертизы — на приспособление к современному использованию ОКН.
В 2020 году завершены работы по комплексной реставрации здания, включавшие в себя сохранение парадной анфилады и исторический облик интерьеров, восстановление исторической планировки здания. В здании был открыт четырёхзвёздочный мини-отель.

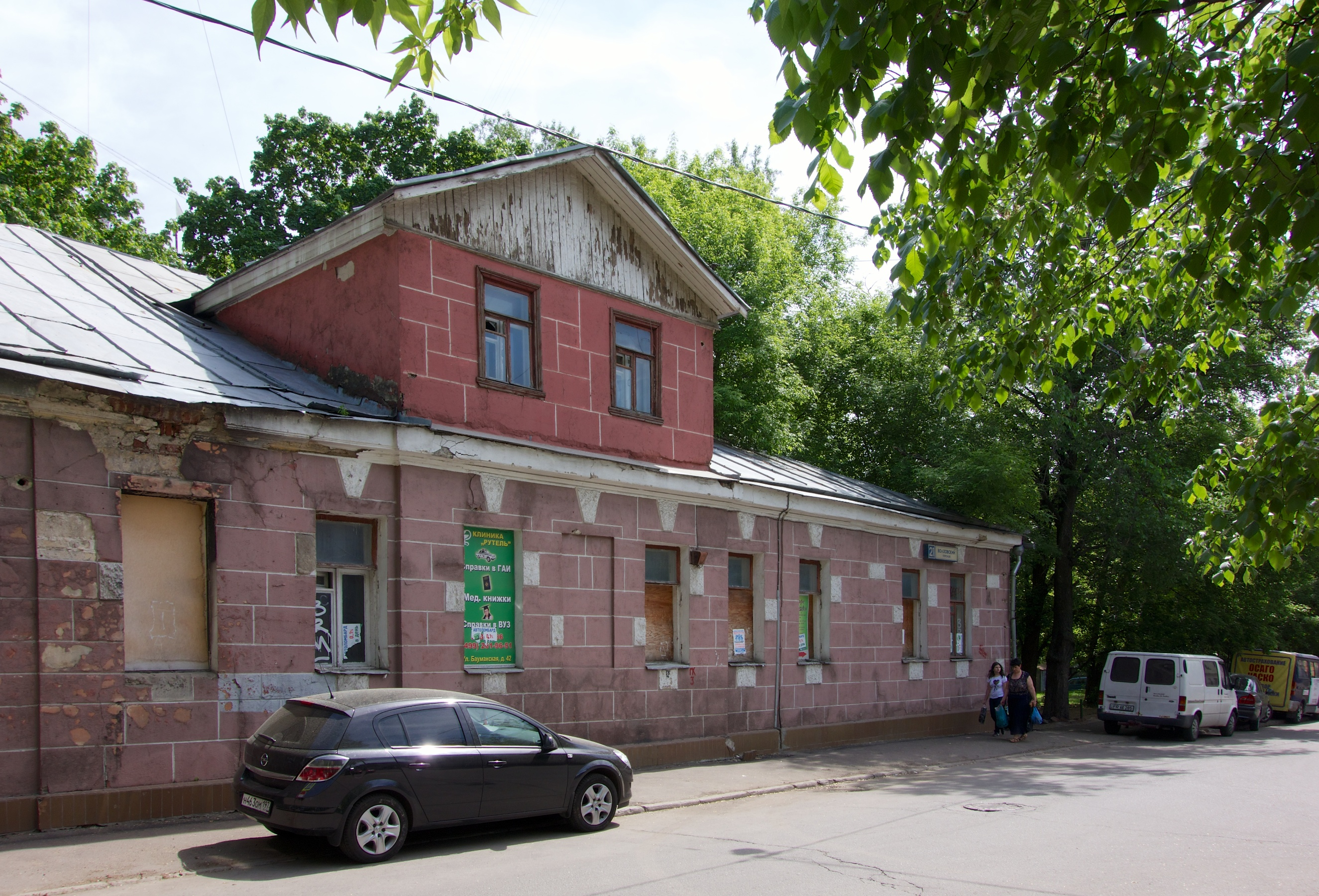
Дом усадьбы Матвеевых до реставрации, 2013 год

## Архитектура
Сохранившееся кирпичное здание представляет собой прямоугольный в плане одноэтажный объём с невысоким цоколем и вальмовой кровлей, сходящейся к небольшому центральному мезонину с щипцовым фронтоном и двумя окнами. Его протяжённый уличный фасад имеет одиннадцать симметрично расположенных оконных проёмов и простой узкий штукатурный карниз. В строгом наружном убранстве дома главную роль играет вертикальный ритм неглубоких ризалитов и простых (без наличников) прямоугольных окон, над центром которых нависают укрупнённые замковые камни. Стилистические признаки выявлены не достаточно явно, но базируются на использовании форм классицизма с их уравновешенностью и регулярностью. В целом, облик дома, несущий так называемые «временные напластования», по-своему композиционно выразителен.